# Primal Rage
Primal Rage es un videojuego de lucha desarrollado y lanzado por Atari Games en los arcades en 1994. El juego transcurre en una versión posapocalíptica de la Tierra llamada «Urth». Los jugadores controlarán a una de siete bestias gigantes que lucharán entre sí para determinar el destino del planeta. Las peleas cuentan con muchas convenciones de los juegos de pelea de la era, incluyendo movimientos especiales y ataques finales violentos. Se han lanzado ports para consolas hogareñas y PC. Los intentos de emular el juego original de arcade a la perfección han fracasado, debido al uso de un método de protección de copia inusual. Se han producido juguetes, cómics, una novela y otros tipos de mercadería. Más de 1,5 millones de copias del juego han sido vendidas.

## Jugabilidad
Primal Rage es un juego de peleas 2D tradicional en el que dos jugadores seleccionan personajes para luchar entre ellos en un combate uno a uno, o uno solo se enfrentará a una campaña de luchas contra la IA que irá incrementando su dificultad. La batalla final del modo de un jugador (accesible únicamente en la dificultad de nivel 10 o superior) consiste en luchar contra los otros monstruos con una barra de poder incrementado, la cual pasa a estar disponible por un minijuego previo a la batalla. Existe un total de siete personajes jugables. Cada personaje tiene su propio conjunto especializado de tres ataques y habilidades. El objetivo es vaciar el medidor de salud del personaje adversario antes de que el medidor propio se vacíe. También existen siete escenarios diferentes donde ocurren las batallas, cada uno representando el dominio innato de un personaje: el acantilado (Blizzard), los huecos (Armadon), la franja (Talon), la ensenada (Sauron), las ruinas (Chaos), la tumba (Vertigo) y el infierno (Diablo).
Durante las peleas, miembros de tribus humanas deambularán cerca para adorar a sus dioses. Esto permite a las criaturas arrojarlos o devorarlos para recuperar salud (comer los adoradores del oponente otorgará un bonus de puntaje, pero comer los propios penalizará al jugador). Antes de la batalla final, comenzará un minijuego en el cual el jugador tendrá la chance de comer tantos adoradores como pueda para incrementar su salud para la ronda de resistencia. Dos personajes controlados por jugadores humanos podrán activar minijuegos extra de vóley y boliche con humanos.
A diferencia de la mayoría de los juegos de pelea, donde los ataques especiales son realizados moviendo la palanca y luego presionando uno o más botones, Primal Rage cuenta con un sistema donde el jugador mantiene apretados ciertos botones y luego realiza el movimiento de palanca. Las revisiones posteriores del juego de arcade añadieron la posibilidad de realizar ataques especiales de la forma tradicional, con movimientos seguidos por botones, pero aún manteniendo el método original. Luego de derrotar al oponente, habrá un breve momento que permitirá al jugador hacer un ataque final para terminar la pelea de forma dramática; estos se logran de forma similar a los ataques especiales. Aunque todos los personajes tengan tres ataques finales, algunos son cómicos en lugar de ''fatalities'', como ''La Vache Qui Rit'' (en francés: ''la vaca que ríe'') de Vertigo, una ''fatality'' que transforma al enemigo en una vaca, la cual muge y sale corriendo.

## Trama
Un meteoro masivo ha devastado la Tierra. La civilización humana llega a su fin en los cataclismos, y la humanidad regresa a la Edad de Piedra. Una selva tropical primordial cubre la tierra, y la masa continental ha tomado la forma de una calavera de un dinosaurio escupe fuego. El planeta ahora es conocido como «Urth» por los sobrevivientes de los cataclismos.
Siete criaturas aterradoras con habilidades sobrenaturales emergen de su sueño desde las profundidades de la corteza de Urth, y son adorados como dioses por los humanos, quienes formaron clanes bajo aquellos a los que adoran. Las bestias están divididas entre aquellas que desean mantener la paz en Urth, y aquellas que quieren llevar al mundo al caos para su propio beneficio. Estas criaturas son Blizzard, el dios simio del bien; Armadon, el dios triceratops de la vida; Talon, el dios rapaz de la supervivencia; Sauron, el dios tiranosaurio del hambre; Chaos, el dios simio de la decadencia; Vertigo, la diosa cobra de la locura; y Diablo, el dios tiranosaurio del mal.

## Desarrollo
El animador Jason Leong relató que «Todos los años, [Time Warner Interactive] hacen una sesión de lluvia de ideas donde todos aportan ideas para juegos nuevos. Hace algunos años, presenté el concepto de un juego de peleas de dinosaurios, el cual casualmente alguien más pensó lo mismo, pero su idea consistía de solo dos T. Rex luchando. Mi primera redacción original incluía ideas que finalmente aparecieron en el juego, como las diferentes especies de dinosaurios ágiles, y el concepto de los dinosaurios siendo dioses».
El desarrollo comenzó con una serie de bocetos de producción de los luchadores dibujados por Leong. Utilizando estos dibujos como base, el creador de modelos, Dan Platt, elaboró las figuras de los luchadores, para las cuales se fundieron esqueletos de metal flexible. Los modelos fueron aerografiados de acuerdo con los dibujos de Leong. Los modelos fueron filmados a través del proceso de animación stop motion, con aproximadamente 400 fotogramas para cada luchador. El coordinador de producción, Stephen Riesenberger, dice que el juego fue diseñado para ser accesible para los novatos, con sus controles de cuatro botones siendo menos intimidantes que el diseño estándar de seis botones, y movimientos inusuales para los ataques especiales, volviéndolos más fáciles de realizar apretando botones.

## Lanzamiento
Primal Rage fue lanzado para los arcades por Time Warner Interactive en agosto de 1994. El juego fue lanzado en dos variantes: una cabina estándar de 25'' y otra más lujosa de 33''. Los ports comerciales del título incluyen: 3DO Interactive Multiplayer, 32X, Amiga, Atari Jaguar CD, Game Boy, Game Gear, MS-DOS, PlayStation, Sega Genesis, Sega Saturn y Super Nintendo Entertainment System. Para promover las versiones hogareñas, Time Warner Interactive alojó un torneo nacional de Primal Rage en Six Flags Over Texas en octubre de 1995. Un port de Mac OS también fue planeado para ser distribuido el 14 de noviembre de 1995, y promocionado en el número de enero de 1996 de Macworld. Sin embargo, dicha versión fue cancelada en abril del mismo año.
Primal Rage fue porteado para la Game Boy por Probe Software y lanzado en Norteamérica y Europa el 25 de agosto de 1995. Este port excluye a Vertigo del elenco, y ofrece una menor cantidad de ataques para cada personaje y gráficos degradados. El port de Game Gear es similar al lanzamiento de Game Boy pero con gráficos a color, reteniendo mucha de la sangre, la violencia, y la fatality de urinación intacta. Este port tiene sprites más pequeños, colores menos vibrantes, y un truco que reemplaza a los seguidores con Fergus McGovern, el CEO anterior y fundador de Probe Software. Antes de su lanzamiento, una versión limitada estuvo disponible para los suscriptores de Sega Channel, y una versión diferente fue lanzada a través del servicio el 26 de agosto de 1995, con veinticuatro por ciento de los suscriptores participando en el evento para recibir un número 800 y ganar premios. El port de SNES, desarrollado por Bitmasters y lanzado tanto en Norteamérica como en Europa el 25 de agosto de 1995, tiene gráficos más detallados que el lanzamiento de Genesis. Sin embargo, la ''fatality'' de ducha dorada de Chaos fue censurada. El port de MS-DOS, desarrollado por Teeny Weeny Games, cuenta con una distribución especial de teclado y corre a una menor resolución.
Primal Rage fue porteado a la 3DO y distribuido por LG Electronics en Norteamérica y Europa el 14 de noviembre de 1995, contando con una introducción prerenderizada y sprites más pequeños que en los lanzamientos previos. El port de 32X fue desarrollado por Probe Entertainment y distribuido primero en Norteamérica el 14 de noviembre de 1995 y en Europa en marzo de 1996. Está basado en el lanzamiento de Genesis, pero dispone de gráficos fieles a la versión de arcade. El port de Jaguar CD es similar al lanzamiento de 3DO, aunque carece de la introducción en video y tiene tiempos de carga más cortos. El port de PlayStation fue lanzado en Norteamérica y Europa el 14 de noviembre de 1995, y en Japón el 13 de diciembre de 1996. Dispone de tiempos de carga largos y de menos fotogramas de animación para cada personaje que en la versión de arcade. El port de Amiga fue lanzado únicamente en Europa en diciembre de 1995, con gráficos similares al lanzamiento de Genesis. Aunque haya sido comercializado como un lanzamiento de Amiga 1200, el port es compatible con cualquier computadora Amiga con al menos 2 MB de RAM.
El port de Saturn fue lanzado en Norteamérica en junio de 1996, en Europa en agosto de 1996, y fue distribuido en Japón por GameBank el 26 de marzo de 1998, contando con más colores, sprites más robustos, y secuencias de video prerenderizadas para cada personaje en el modo de un jugador. La versión de Saturn de Primal Rage fue la última versión en ser lanzada. El productor en jefe Ken Humphries explicó que «Para ser sinceros, la versión de Saturn se perdió en la confusión. En el proceso de creación de las demás versiones, la versión de Saturn fue la fuente de la cual tomaron recursos». Para lograr que la versión de Saturn corriera a una frecuencia de fotogramas estable, se la hizo correr a 30 Hz en lugar de los 60 Hz usuales. De acuerdo con Humphries, fue más fácil hacer que el hardware de Saturn se aproximara a los tamaños de los sprites de la versión de arcade de lo que fue con otras versiones del juego.
Todas las versiones de consola están basadas en la versión 1.7 de arcade. Una revisión de la versión de arcade, versión 2.3, fue lanzada más tarde en 1994. Sus características incluyen movimientos de ataques especiales modificados, rebalances, y contenido adicional, como un ataque final adicional por personaje, entre muchas otras.
Una versión basada en la versión arcade 2.3 fue incluida como parte de Midway Arcade Treasures 2 para GameCube, PlayStation 2 y Xbox en 2004, y luego sería incluida como parte de Midway Arcade Treasures Deluxe Edition para PC en 2006.

## Recepción
Primal Rage fue un gran éxito comercial, aunque Atari Games haya obtenido mayor ganancia de su merchandising que del juego en sí. RePlay reportó que el juego fue el tercer juego de arcade más popular de aquel entonces. Play Meter también listó al título como el cuarto juego de arcade más popular de la época. Next Generation reseñó a la versión original de arcade, diciendo que «Dentro de todo, una excelente exposición de gráficos y diseño de sonido, empañada por una jugabilidad desbalanceada». Brad Cook de AllGame aclamó los gráficos, el sonido, la jugabilidad y la rejugabilidad de la versión de arcade, declarando que «Este es un juego divertido y a un buen precio de 25 centavos por partida con 25 centavos para continuar». Fue nominado al «juego del año» por los Video Software Dealers Association en 1995, pero perdió contra Donkey Kong Country 2: Diddy's Kong Quest.
GamePro le dio a las versiones de Game Boy y Game Gear reseñas favorables, aplaudiendo particularmente los gráficos y la gran selección de ataques especiales fáciles de ejecutar. Añadieron que «No ha habido gráficos como estos en la Game Gear desde el debut de MK II», y se mostraron sorprendidos por la ausencia de una ralentización en la versión de Game Boy. De la misma manera, Gabe Soria de VideoGames felicitó tanto a la versión de Game Boy como la de Game Gear. Stephan Girlich y Ulf Schneider de Mega Fun felicitaron los gráficos pero criticaron el diseño de sonido. Mean Machines Sega le dio a la versión de Game Gear una visión positiva, pero un analista señaló que el juego no fue tan bien adaptado como la versión de Genesis. Steve Hardy de Sega Pro elogió los gráficos pero criticó los controles complejos que se debieron al número limitado de botones de la Game Gear.
GamePro tuvo reseñas mixtas para las versiones de Genesis y Super NES, criticando que los sprites les parecieron demasiado pequeños; y los gráficos en general, poco impresionantes, en especial la versión de Genesis. El analista de la versión de Genesis se quejó de que los controles fueron una adaptación directa de los controles de cuatro botones de la versión de arcade, resultando en ataques especiales innecesariamente incómodos de ejecutar, mientras que el analista de la versión de Super NES dijo que el juego fue eclipsado por la versión de Super NES de Killer Instinct, la cual había sido lanzada en esa época. Sin embargo, elogiaron al sistema de combos y el diseño de personajes, y recomendaron ambas versiones en general. Dan Vebber de VideoGames argumentó que la versión de Genesis fracasó en replicar la versión original de arcade. Girlich y Schneider de Mega Fun felicitaron la presentación y el sonido. Dean Mortlock de Sega Power aclamaron los gráficos y la rejugabilidad, refiriéndose a la versión de Genesis como «Otra excelente conversión de Probe. Una digna alternativa a los beat-em-ups actuales». Oliver Ehrle de MAN!AC criticó los gráficos y el sonido de las versiones de Genesis y Super NES. Mean Machines Sega le dio a la versión de Genesis una reseña favorable, declarando que el juego es un «gran beat 'em up el cual tal vez haya sido golpeado hasta su nicho». Next Generation ridiculizó los gráficos de la versión de Genesis, diciendo que los sprites tienen «esa apariencia plana, borrosa y pegada en la pantalla que simplemente ya no es aceptable». El crítico además argumentó que las mecánicas de juego de Primal Rage no eran excepcionales, de modo que, sin los gráficos nítidos y los sonidos de la versión de arcade, el juego no merece la pena. Mat Yeo de Sega Pro felicitó el trabajo de Probe en la versión de Genesis, pero señaló varias características faltantes de la versión original de arcade, declarando que se quedó corto al intentar capturar la «acción de pelea frenética del monedero». Girlich y Schneider de Mega Fun elogiaron los gráficos y el sonido de la versión de SNES. Next Generation dijo que la versión de SNES es «tan promedio que duele ver, mucho más jugar». Sonia Herranz de Hobby Consolas aclamó fuertemente la jugabilidad, los gráficos y el diseño de sonido. Nuktos de Jeuxvideo.com elogió la presentación, la jugabilidad y el sonido, pero criticó la rejugabilidad.
Next Generation concluyó que, aunque la versión de 3DO recreara fielmente los gráficos y el sonido de la versión arcade, los gráficos han quedado muy anticuados en los años posteriores a su primer lanzamiento, y la jugabilidad nunca había sido demasiado profunda para empezar. GamePro dijo similarmente que la versión de 3DO tuvo los mejores gráficos y sonidos de cualquier versión hogareña hasta el momento, pero que «todavía no lograría convencer a aquellos que nunca hayan jugado la versión original de arcade». Aun así, tuvieron una impresión más positiva del juego en general. Sandrie Souleiman de Mega Fun aclamó los gráficos y el sonido de la versión de 3DO, pero dijo que la versión de PlayStation era mejor. Philipp Noack y Götz Schmiedehause de Fun Generation felicitaron el sonido y la jugabilidad de la versión de 3DO, pero ambos dijeron que los gráficos estuvieron mejor en la versión de PlayStation. Igualmente, Oliver Ehrle de MAN!AC felicitó los gráficos y el sonido de la versión de 3DO, pero dijo que la versión de PlayStation fue un poco mejor.
GameFan elogió la presentación visual de la versión de 32X, aunque los analistas criticaron el sonido y la falta de efectos de violencia adicionales de la versión de arcade original. En el mismo número de GamePro en el cual describieron la versión de 3DO como el mejor port del juego, otro analista afirmó que la versión de 32X es la mejor, con gráficos comparables a la versión de 3DO, y controles más fáciles que en la 3DO al utilizar un control de seis botones. Hobby Consolas aclamó la calidad de los sprites y la velocidad de la jugabilidad en comparación con las versiones previas en 16-bit. Mean Machines Sega le dio a la versión de 32X una visión positiva, pero dijeron que el juego se quedaba corto comparado con otros de la biblioteca de la 32X. James Ashton de Sega Power llamó a la versión de 32X tan buena como el lanzamiento previo de Genesis, pero señaló que el juego «no añade mucho a la fórmula de la lucha de monstruos». Levi Buchanan de IGN dijo que la versión de 32X se quedaba corta en comparación con el juego original de arcade.
Gonzalo Herrero de Última Generación felicitó a la versión de Jaguar CD, aclamando sus gráficos, el diseño de sonido y los controles. GamePro evaluó a la versión de Jaguar CD como «uno de los juegos más fuertes de la Jag CD». Criticaron los sprites más pequeños pero dijeron que el juego hizo un trabajo ejemplar de recrear los gráficos y sonido de la versión de arcade, y que el control con el Jaguar Pro Controller es excelente. En contraste, Colin Williamson de AllGame felicitó los controles pero criticó los gráficos degradados comparados con el juego original y los tiempos de carga, declarando que «es triste que la Jaguar CD haya sufrido un destino tan terrible—pero con juegos como este, no es ninguna sorpresa. Esto es una decepción del tamaño de un dinosaurio».
GameFan aclamó a la versión de PlayStation por ser un port casi idéntico al arcade, y por la incorporación de una configuración de seis botones. GamePro declaró que la versión de PlayStation era la mejor, comentando que la configuración del control es adecuada para el control de PlayStation, y que «Los gráficos arrasan con todas las demás versiones hasta la fecha, e incluso hacen que la versión de arcade parezca dócil». Sin embargo, encontraron al juego menos impresionante que otros juegos de pelea recientes en aquel entonces como Virtua Fighter 2. VideoGames declaró que la versión de PlayStation no valía el precio de venta, debido a problemas de jugabilidad persistentes del juego de arcade original. IGN opinó que la versión de PlayStation se quedaba corta en comparación con los juegos de pelea 3D del mercado.
Tanto GamePro como Sega Saturn Magazine acordaron que la versión de Saturn, aunque superior a versiones previas, quedó lamentablemente anticuada para la época de su lanzamiento, particularmente, debido al combate simplista y repetitivo. VideoGames señaló que los gráficos en la Saturn eran mejores que la versión de PlayStation. GameFan, al igual que con la versión de PlayStation, felicitó el lanzamiento de Saturn por resultar casi idéntico al juego arcade, pero criticó las secuencias de video. Götz Schmiedehause y Stephan Girlich de Fun Generation felicitaron los gráficos y el sonido de la versión de Saturn. Sandrie Souleiman de Mega Fun elogiaron los gráficos, pero criticaron el diseño de sonido de la versión de Saturn. Mean Machines Sega se refirió a la versión de Saturn como una conversión justa del juego arcade original. Joe Ottoson de AllGame criticó los gráficos y el diseño de sonido de la versión de Saturn, pero felicitó su rejugabilidad, declarando que «si puedes soportar los tiempos de carga y el sistema inusual para ejecutar superataques, hay algunas cosas interesantes por desenterrar».

### Controversia
En 1996, Ellie Rovella de Gilbert, Arizona lanzó una campaña en contra del juego luego de que su hijo de 11 años comprara y jugara la versión de Genesis de Primal Rage y realizara la fatality de urinación de Chaos. La campaña dio lugar a que Best Buy quitara el juego de 251 tiendas a nivel nacional. En respuesta, el distribuidor de Primal Rage, Time Warner Interactive, señaló que Rovella nunca se había quejado con Time Warner y, en su lugar, llevó el problema directamente a los medios, y que el juego estaba calificado claramente como «T» para Teen (adolescentes), por lo que no debió haber sido comprado por su hijo de 11 años en primer lugar. También reenviaron el juego para que fuera evaluado por la ESRB, quienes determinaron que el juego no tuvo nada que ameritara incrementar la calificación a «M» maduro o solo para adultos, y lo calificaron nuevamente como «T». Tras esta reevaluación, Best Buy volvió a poner a todas las versiones de Primal Rage en las vidrieras, con excepción de la versión de Genesis, la cual dijeron que solo volverían a vender si se calificaba como «M», a pesar de que la mayoría de las versiones hogareñas del juego contuvieran las mismas ''fatalities'' y violencia.
El director de Relaciones Públicas de Time Warner, Tracy Egan, dijo que el distribuidor no se encontraba muy preocupado por la controversia de Ellie Rovella, ya que Primal Rage, siendo un juego de arcade de dos años, ya había superado su pico de ventas para cuando Rovella empezó su campaña. En el Reino Unido, la publicidad del juego parodió la controversia poniendo escenas pacíficas durante las partes violentas con Simon Bates burlándose de sus videos de advertencias de VSC.

## Mercancía
Tras su presentación en la feria americana internacional de juguetes de 1996, se lanzaron figuras de acción de cinco pulgadas de los siete personajes de Primal Rage (cada uno empaquetado con accesorios como rocas de lava, armadura y pequeños humanos). Sirius Entertainment distribuyó una miniserie de cómics de cuatro números basados en el juego desde 1996 hasta 1998. El número uno dispone de páginas interiores a color, y el resto de los números en blanco y negro.

## Secuela cancelada
Para 1995, Atari había empezado la producción de Primal Rage II. Ken Humphries, productor en jefe de las versiones hogareñas del primer Primal Rage, dijo en una entrevista a comienzos de 1996 que «Primal Rage 2 debería salir en los arcades en septiembre de 1996. Tan pronto terminen con eso, empezaremos a trabajar en las versiones para los consumidores». Sin embargo, el juego no llegó muy lejos en la producción antes de ser cancelado, ya que Atari dijo que no generaría suficientes ventas.
Los controles fueron expandidos de cuatro a seis botones. El juego estaba planeado para contar con los siete dioses del juego original más diez personajes nuevos, un nuevo dinosaurio, un jefe y ocho humanos conocidos como «avatares», los cuales eran los intermediarios de los dioses en Urth, siendo los personajes del primer juego dichos dioses. Necrosan, un jefe con forma de dragón esqueleto, quien la revista de videojuegos GamePro rumoreó que sería añadido en un lanzamiento actualizado del primer juego, habría sido el principal antagonista.
La trama se enfoca en los años posteriores a la línea temporal del primer juego. Resulta que el meteorito que choco con Urth era en realidad un huevo del que nació un ser conocido como Necrosan. Los guerreros serían Malyssa: avatar de Vertigo, Arik: avatar de Sauron, Keena: avatar de Talon, Shank: avatar de Chaos, Sinjin: avatar de Diablo, Kaze: avatar de Blizzard, Tor: avatar de Armadon, y Xiao Ming: avatar de Slash Fang. Slash Fang es un nuevo dios primitivo con forma de un hombretigre.
A pesar de que el juego nunca salió, la historia fue posteriormente adaptada en Primal Rage: The Avatars. Además, los personajes de Slash Fang y Necrosan fueron lanzados con otros personajes dioses en la breve serie de figuras de acción de Primal Rage.[cita requerida]
Una cabina de arcade de prueba apareció brevemente de forma jugable en los arcades de Golfland en Milpitas, California y Sunnyvale, California,[cita requerida] y una máquina que se supone completada fue mostrada en el show California Extreme 2001. La máquina contenía el tablón original y gran parte del arte original. En los años subsiguientes, se han lanzado capturas del juego incompleto a internet. En diciembre de 2012, un usuario de YouTube posteó un video del juego, y luego, en junio de 2014, se reportó que el juego estuvo disponible para jugar en Galloping Ghost Arcade en Brookfield, Illinois. Con solo dos tableros de arcade del juego considerados existentes, una copia del juego ha estado circulando en línea durante años, pero ningún emulador ha podido correrlo. En marzo de 2017, se reveló que un individuo creó una versión modificada de MAME, llamada «MAME4RAGE2», la cual permite emular el juego.

### Primal Rage: The Avatars
Cuando Primal Rage II fue cancelado, Atari consideró necesario presentar la historia de la secuela. Así, en 1997, una novela llamada Primal Rage: The Avatars, escrita por John Vornholt, fue distribuida por Boulevard Books. El libro cuenta qué le sucedió a los dioses dinosaurios de hace 65 millones de años atrás, y luego prosigue con la historia principal renovada del reino de los dioses en Urth. Después aparece la bestia Necrosan. El libro también se enfoca en desarrollar el mundo de Primal Rage, llevando a los «avatares» al frente de la historia, siendo estos los humanos elegidos por sus respectivos dioses para ser sus chamanes u otros títulos de nobleza.[cita requerida]
Los detalles del trasfondo de Primal Rage quedan claros en The Avatars. Los eventos de Primal Rage suceden en el año 1000 DC (después del cataclismo) o alrededor del año 3000 AD del calendario Gregoriano. Las batallas de los dinosaurios se conocen como «The Primal Rage». El hechizo utilizado para encarcelar a los dioses dinosaurios se conoce como los lazos de prohibición. Necrosan, el dragón esqueleto (llamado Necronus en la página introductoria) reactiva los lazos de prohibición para encerrar a los dioses.[cita requerida]